# Thalatha melanostrota
Thalatha melanostrota là một loài bướm đêm trong họ Noctuidae.